# Octarrhena goliathensis
Octarrhena goliathensis är en orkidéart som beskrevs av Johannes Jacobus Smith. Octarrhena goliathensis ingår i släktet Octarrhena och familjen orkidéer. Inga underarter finns listade i Catalogue of Life.